# Josh Zuckerman
Pour les articles homonymes, voir Zuckerman.
Josh Zuckerman, né le 1er avril 1985 à Los Altos (Californie), est un acteur américain. Il est notamment connu pour avoir joué dans les séries Kyle XY, 90210 et Significant Mother.

## Biographie
Josh Zuckerman est né le 1er avril 1985 à Los Altos (Californie).

## Vie privée
Le 4 mars 2022, il officialise sa relation avec sa co-star de Desperate Housewives Andrea Bowen qui interprète Julie Mayer. Ils ont annoncé s’être mariés le 14 février 2025 via les réseaux sociaux.

## Filmographie

### Cinéma

#### Longs métrages
- 2000 : Return to the Secret Garden de Scott Featherstone : Timothy
- 2002 : Austin Powers dans Goldmember (Austin Powers in Goldmember) de Jay Roach : Dr Evil jeune
- 2004 : Famille à louer (Surviving Christmas) de Mike Mitchell : Brian Valco
- 2005 : Pretty Persuasion de Marcos Siega : Josh Horowitz
- 2005 : Feast de John Gulager : Hot Wheels
- 2006 : The Hottest State d'Ethan Hawke : Decker
- 2007 : Lions et Agneaux (Lions for Lambs) de Robert Redford : Un étudiant
- 2008 : Sex Drive de Sean Anders : Ian
- 2011 : 2ND Take de John Suits : Ethan
- 2013 : CBGB de Randall Miller : John Holmstrom
- 2014 : Acid Girls de Taylor Cohen : Sebastian
- 2015 : Field of Lost Shoes de Sean McNamara : Moses Ezekiel
- 2018 : Killing Diaz de Cameron Fife : Cam / Kira
- 2019 : Ring Ring d'Adam Marino : Jason
- 2020 : The Bellmen de Cameron Fife : Josh
- 2020 : Variant de Tony Leech : Thomas
- 2020 : Useless Humans de Stephen Ohl : Brian Skaggs
- 2021 : For the Hits de Steve Gandolfo : Elliot
- 2023 : Oppenheimer de Christopher Nolan : Giovanni Rossi Lomanitz[2]

#### Courts métrages
- 2002 : Lather. Rinse. Repeat. de Matthew Martin : Timmy
- 2009 : Ceremonies of the Horsemen de Peter Biegen : Zerach
- 2012 : Sleep Attack de Ben Fast : Bernie
- 2018 : Buoyancy de Ryan Surratt : Mitch
- 2018 : A Real Adventure de lui-même : Jack (également scénariste)
- 2019 : Made Public de Foster Wilson : Dave
- 2019 : An Orgy in Joshua Tree de lui-même : Brian (également co-scénariste)

### Télévision

#### Séries télévisées
- 2000 : La famille Green (Get Real) : Andy jeune
- 2000 : Deuxième chance (Once and Again) : Toby Porter
- 2000 : That's Life : Eric Feinstein
- 2001 : Jack and Jill : Adam Fickman
- 2001 : À la Maison-Blanche (The West Wing) : Billy Fernandez
- 2001 : Aux portes du cauchemar (The Nightmare Room) : Jeremy Clark
- 2001 : Amy : Rob Bird
- 2001 : Bette : Tim
- 2002 : New York Police Blues (NYPD Blue) : James "Swirly" Kilik
- 2005 : Dr House (House M.D) : Un étudiant
- 2006 : Standoff : Les Négociateurs (Standoff) : Cary Steckler
- 2007 : Close to Home : Juste Cause (Close to Home) : Ben Murphy
- 2007 : Les Experts : Miami (CSI : Miami) : Leo Donwel
- 2007 : Boston Justice : Michael Scanlon
- 2008 - 2009 : Kyle XY : Mark
- 2009 - 2010 : Desperate Housewives : Eddie Orlofsky
- 2011 : Mr. Sunshine : Jimmy
- 2011 : The Protector : Josh Taylor
- 2011 - 2013 : 90210 Beverly Hills : Nouvelle Génération (90210) : Max
- 2012 : Breakout Kings : Rodney Cain
- 2014 : Betas : Lance Roe
- 2015 : Significant Mother : Nate
- 2016 : The Big Bang Theory : Marty
- 2016 : Rosewood : Cody Tucker
- 2017 :  Ride Overshare : Michael
- 2017 : There's... Johnny! : Justin
- 2018 : Strange Angel : Marvin Nickels
- 2020 - 2022 : Annie & Pony : Pony (voix)
- 2021 : Adventure Beast : Dietrich
- 2022 : The Offer : Peter Bart[3]
- 2023 : Hunters : Benjamin Kramer
- 2023 : Alaska Daily : Mr Miller
- 2023 : Liaison fatale (Fatal Attraction) : Paul
- 2023 : School Spirits : Mr Martin
- 2024 : Chicago Med : Bill Storch (saison 9, épisode 12)

#### Téléfilms
- 2001 : Nuit magique ('Twas the Night) de Nick Castle : Danny Wrigley
- 2002 : Mes démêlés avec le diable (I Was a Teenage Faust) de Thom Eberhardt : Brendan Willy